# Sistema de educación dual
El sistema de educación dual es una formación profesional que combina el aprendizaje en una compañía y en un centro de formación profesional. Este sistema es practicado en muchos países, especialmente en: Alemania, Austria, Bosnia y Herzegovina, Croacia, Serbia, Eslovenia, Macedonia del Norte, Montenegro, y Suiza; como también en: Dinamarca, Países Bajos y Francia. Desde hace unos años el modelo se ha expandido también a los países: España, China, Costa Rica, Colombia, Chile, México y Guatemala.

## Historia
Hasta el año 2010, la administración de la formación técnica en Ecuador lo ejercía el Ministerio de Educación. En la actualidad, estas competencias le pertenecen a la Secretaría Nacional de Educación Superior, Ciencia, Tecnología e Innovación (SENESCYT), mediante la aplicación de la “Ley Orgánica de Educación Superior” (LOES), publicada en el suplemento del Registro Oficial 298, del 12 de octubre del mismo año. Con estas atribuciones otorgadas mediante la ley, los Institutos Tecnológicos Superiores (ITS) a nivel nacional empezaron a romper paradigmas clásicos que ejercían una dominación hegemónica en la psique de los jóvenes que estudiaban carreras de este nivel profesional (Ramírez y Minteguiaga, 2010), empezando a ofrecer en las instituciones públicas de educación superior, carreras de modalidad dual, las mismas que rivalizan con el esquema tradicional de estudio que era netamente instructivo dentro de las aulas de clases. 
La nueva propuesta de instrucción educativa en el Ecuador fue denominada “formación dual” e inicialmente fue implementada en 1989, en el Instituto Tecnológico Superior Alemán (ITSA) conformado por el Colegio Alemán de Quito, con la colaboración de la Cámara de Industrias y Comercio Ecuatoriano-alemana (AHK). El 21 de mayo del 2012 el Ministerio de Coordinación del Conocimiento y Talento Humano (MCCTH) y la AHK, firmaron un convenio que facilitaba el intercambio de conocimientos y desarrollan acciones conjuntas para la implementación del “Sistema de Formación Profesional Dual” en el Ecuador.  
Entre los acuerdos del convenio se estipulaba el asesoramiento de parte de la AHK al gobierno ecuatoriano en los procesos curriculares de evaluación, garantía de la calidad, y de vinculación con sectores productivos, que permite la implementación de este nuevo sistema en la educación pública. El producto final de esta alianza son los “proyectos de carrera” que elaboró la AHK, los mismos que tomaron en cuenta la pertinencia de estas nuevas carreras tecnológicas, es decir, que se realizó un análisis del desarrollo industrial de las zonas con relación a la ubicación geográfica de los ITS.  
Como resultado, se obtuvo que nuevas carreras no tradicionales fueron abiertas en los ITS mediante el sistema dual, el mismo que está basado en la combinación de prácticas en una empresa formadora y la enseñanza teórica en los ITS, durante aproximadamente 2 años y medio de estudios. A partir de este momento, los institutos tecnológicos empezaron a validar los objetivos que se planteaban en los proyectos de carrera, así como la metodología planteada. Sin embargo, existía una dicotomía en lo plasmado en las letras del proyecto y la praxis que debía estar alineada con los estatutos y leyes, teniéndose que realizar ajustes al currículo (contenidos temáticos, resultados de aprendizajes, ajuste del número de horas por asignatura, número de semanas efectivas, tanto en las aulas del ITS como de la empresa formadora) para poder cumplir con lo estipulado en los cuerpos legales que rigen la educación superior tanto pública como privada.  
Es por tal razón, que en julio del 2016, el Consejo de Educación Superior (CES), solicitó a todos los ITS del país realizar una verificación de los modelos educativos institucionales en cada una de las carreras, con un doble propósito: actualizar estos modelos para que tengan pertinencias con los cambios de la matriz productiva que incentiva el gobierno central, además de corregir las posibles inconsistencias de los proyectos educativos que fueron aprobados en el 2014 (para carreras duales).  
Alemania cuenta con una gran tradición en formación dual que se remonta a la reforma del Ministro de Educación Wilhelm von Humboldt, acontecido a principios del siglo XIX, donde se planteó la educación para el trabajo.
A comienzos de la década de los 60, con el inicio de la integración europea y la globalización, las empresas requirieron nuevos profesionales y exigieron cambios radicales en la formación superior no universitaria en aspectos como:
- Mayor integración entre la teoría y la práctica.
- Participación de las empresas en los currículos.
- Menor tiempo de estudio.
- Formación profesional para la demanda real.

Como respuesta a estas exigencias, las empresas Bosch, Daimler Benz y SEL, crearon la primera Berufsakademie (Academia profesional) en la ciudad de Stuttgart, en el Estado de Baden-Wurtemberg, en el año de 1973.
Hoy, el estado de Baden-Wurtemberg cuenta con ocho (8) Berufsakademie con aproximadamente 15.000 estudiantes y 4.000 empresas participantes. Las Berufsakademie se han consolidado en Alemania como una real alternativa de formación, elegida por los mejores bachilleres y con la participación de las empresas más representativas del país.
La formación Profesional (Berufsbildung) en Alemania es una estructura de la enseñanza terciaria y alterna a la Educación superior, es la educación destinada a los técnicos del País, tiene varios niveles de especialización hasta llegar al maestro "Meister". 
La enseñanza terciaria comprende los centros de enseñanza superior de carácter universitario (Hochschule), así como las instituciones que ofrecen estudios de formación profesional, que son Academia Profesional (Berufsakademie) o escuela profesional (Berufsschule).
El sistema de Formación profesional comprende cuatro subsistemas: la preparación, la formación profesional inicial, la formación profesional continua y la readaptación profesional.

La Preparación a una formación profesional se dirige a gente joven que no han encontrado ningún puesto de formación profesional o que todavía no se encuentran en condiciones para una formación profesional. A base de una cualificación en módulos de diferentes profesiones se les transmite conocimientos básicos de la capacidad de actuación profesional.
La Formación profesional inicial transmite sistemáticamente todos los conocimientos y habilidades técnicos necesarios para un ejercicio profesional cualificado. Así, la inserción en la vida profesional es facilitada y se adquieren las experiencias profesionales necesarias.
La formación profesional está dividida en la formación profesional básica y la formación profesional especializada técnica.
El Sistema dual de formación profesional es uno de los más "importantes" en Alemania. La formación profesional está sustentada en los reglamentos de formación. Las empresas contratan a los aprendices durante el desarrollo del programa pagándoles una REMUNERACIÓN ECONÓMICA DE FORMACIÓN (Ausbildungsvergütung), en la mayoría de los casos sujeta al convenio colectivo del sector. Además, los aprendices están en estrecho contacto con su empleador y en la mayoría de los casos (66% en 2011) se les ofrece un CONTRATO FIJO al terminar su formación. 
La ley de formación profesional contiene el reglamento general de la formación profesional.  La mayoría de las profesiones se pueden continuar con un programa de ampliación de los conocimientos adquiridos en la formación inicial para conseguir desde el título de técnico (Techniker) hasta el de maestro (Meister), obtiene el título de maestro de artesanía (Handwerksmeister) o maestro industrial (Industriemeister) que permiten llegar a un NIVEL PROFESIONAL MÁS ALTO (Aufstiegsfortbildung). Generalmente, para obtenerlo hay que hacer un curso de preparación (Lehrgang), que se lleva a cabo paralelamente al trabajo en la mayoría de los casos, y aprobar los exámenes de cualificación, organizados por las cámaras de artesanos, de industria o de comercio correspondientes. Además, desde 2012 los títulos de técnico alemán están al mismo nivel que un grado universitario (Bachelor of Science o Engineering), según el Marco Alemán de Cualificaciones para el Aprendizaje Permanente (Deutscher Qualifikationsrahmen o DQR) es el nivel seis (6) de ocho (8) en total.
La Formación continua profesional sirve para mantener y ampliar las existentes cualificaciones profesionales. De tal modo que asegura conservar el puesto de trabajo y sirve para la adaptación a las exigencias modificadas de cualificaciones así como al trato con las nuevas tecnologías. Generalmente es requisito para el ascenso profesional y la fundación de una empresa propia. Los profesionales con formación profesional también tienen la posibilidad de ampliar sus conocimientos a lo largo de su carrera profesional optando a CURSOS DE PERFECCIONAMIENTO. En la mayoría de los casos, el derecho al perfeccionamiento de los conocimientos específicos está reglado en los convenios colectivos correspondientes a la profesión. Además, existe el derecho a pedir vacaciones de formación, es decir, librar en el trabajo para hacer cursos de perfeccionamiento.
La Readaptación profesional capacita para ejercer otra actividad profesional. Así sirve para mejorar la situación profesional del individuo, así como también las posibilidades en el mercado laboral.

Importancia de la educación dual en México:
En México, la educación dual ha ido ganando terreno en los últimos años como modelo de formación técnica y profesional. Este modelo combina la educación teórica en las aulas con la experiencia práctica en el mundo laboral. En este documento, se explicará la importancia de la educación dual en México y se obtendrán algunas referencias y citas que apoyan esta forma de educación.
Mejora la empleabilidad de los estudiantes: La educación dual brinda a los estudiantes la oportunidad de adquirir habilidades prácticas y conocimientos teóricos al mismo tiempo, lo que aumenta su empleabilidad y les permite competir en un mercado laboral cada vez más exigente (Barbosa et al., 2019).
Fortalece la industria y la economía: La dual permite que los estudiantes se integren en la industria mientras estudian, lo que fomenta la creación de empleos y fortalece la economía del país (OIT, 2019).
Desarrolla habilidades y competencias relevantes: La educación dual prepara a los estudiantes para enfrentar los desafíos de la vida laboral real, desarrollando habilidades y competencias que son relevantes para la industria y el mercado laboral (Barbosa et al., 2019).
Fomenta la colaboración entre la industria y las instituciones educativas: La educación dual fomenta la colaboración entre la industria y las instituciones educativas, lo que permite a las empresas participar activamente en la formación de los estudiantes, asegurándose de que estos adquieran las habilidades y competencias necesarias para ser empleados valiosos (OIT, 2019).

## Universidades en Latinoamérica con el modelo Dual[4]

### México
- Colegio Nacional de Educación Profesional Técnica, Estado de México.
- Colegios de Estudios Científicos y Tecnológicos, Estado de Morelos.
- Universidad Tecnológica de Nezahualcóyotl, Estado de México.
- UNIVERSIDAD POLITÉCNICA DE TECAMAC, Estado de México.
- Universidad Estatal del Valle de Ecatepec, Estado de México.
- Universidad Tecnológica Fidel Velázquez
- Universidad Interamericana para el Desarrollo
- Universidad Tecnológica de Cancún, Estado de Quintana Roo.
- Universidad Tecnológica del sur del estado de Morelos
- Universidad Tecnológica de San Luis Potosí, Estado de San Luis Potosí.
- Instituto Tecnológico Superior de Poza Rica, Estado de Veracruz.
- https://tesci.edomex.gob.mx/ Tecnológico de Estudios Superiores de Cuautitlán, Estado de México.
- Tecnológico de Estudios Superiores de Coacalco Archivado el 23 de junio de 2018 en Wayback Machine., Estado de México.
- Universidad Politécnica del Valle de México, Estado de México.
- Instituto Tecnológico Nacional de México, Nuevo León
- Universidad Tecnológica de Matamoros Archivado el 16 de noviembre de 2020 en Wayback Machine., Tamaulipas
- Instituto Tamaulipeco de Capacitación para el Empleo, Roman WEY, Viva el Capi, Tamaulipas
- Universidad Tecnológica de Tecámac, Estado de México
- Universidad Nacional Rosario Castellanos

### Colombia
- Fundación Universitaria Empresarial de la Cámara de Comercio, Bogotá
- Universidad Autónoma de Occidente, Cali
- Corporación Universitaria Empresarial Alexander von Humboldt, Armenia
- Universidad Autónoma de Bucaramanga, Bucaramanga
- Universidad Tecnológica de Bolívar, Cartagena
- Pontificia Universidad Javeriana, Bogotá
- SENA, Nacional

### Ecuador
En Ecuador, por medio del Régimen Académico aprobado por el Consejo Educación Superior Consejo de Educación Superior - CES se define a la Modalidad Dual como: "el aprendizaje del estudiante se produce tanto en entornos institucionales educativos como en entornos laborales reales, virtuales y simulados, lo cual constituye el eje organizador del currículo. Su desarrollo supone además la gestión del aprendizaje práctico con tutorías profesionales y académicas integradas in situ, con inserción del estudiante en contextos y procesos de producción." (RRA 2015). 
A nivel universitario las siguientes universidades están aplicando el modelo dual: 
- Universidad Católica Santiago de Guayaquil, Guayaquil
- Escuela Superior Politécnica del Chimborazo, Riobamba
- Universidad de Cuenca, Cuenca
- Escuela Politécnica Nacional, Quito

La Secretaría de Educación Superior, Ciencia, Tecnología e Innovación (Senescyt) implementa la formación dual profesional a nivel de educación técnica y tecnológica. Esta es implementada en los Institutos Tecnológicos Superiores del país. A través del proyecto Alianza para la Formación Profesional de la cooperación alemana, se acompaña la implementación de la formación dual profesional en carreras específicas (Tecnología en Desarrollo de Software, Carrera Técnica en Mecánica y Operación de Máquinas, Tecnología en Plásticos, Tecnología en Confección Textil, Tecnología en Producción Textil y Tecnología en Procesamiento Industrial de la Madera).
En Ecuador la formación profesional dual está regulado a través del Acuerdo Interinstitucional n.º MDT-SENESCYT 2015-003 y el Reglamento de Carreras y Programas en Modalidad Dual RPC-SO-31-No.585-2016. 
El proyecto Alianza para la Formación Profesional, está constituido por las siguientes instituciones: Secretaría de Educación Superior, Ciencia, Tecnología e Innovación SENESCYT, Cámara de Industrias y Producción CIP, Cámara de Industrias Productividad y Empleo Archivado el 17 de mayo de 2017 en Wayback Machine. CIPEM, Cámara de Industrias de Guayaquil - CIG, Asociación de Confeccionistas Textiles ACONTEX, Asociación Ecuatoriana de Software AESOFT, Asociación de Industriales Textiles del Ecuador AITE, Asociación Ecuatoriana de Plásticos – ASEPLAS y Asociación Ecuatoriana de Industriales de la Madera AIMA. Estas instituciones han venido trabajando en conjunto dentro del desarrollo de la implementación de la formación profesional dual en Ecuador.

En España
Esta es la información que facilita el Ministerio de Educación sobre la Formación Profesional Dual, implantada en España hace 
- La Ley Orgánica 3/2022, de 31 de marzo, de ordenación e integración de la Formación Profesional, se abre en ventana nueva establece en su artículo 55 el carácter dual de la Formación Profesional:
  - “Toda la oferta de formación profesional de los Grados C y D vinculada al Catálogo Nacional de Estándares de Competencias Profesionales tendrá carácter dual, incorporando una fase de formación en empresa u organismo equiparado. La oferta de los Cursos de Especialización del Grado E tendrá carácter dual, en los términos previstos en el apartado 1 del artículo 52. La oferta de los Grados A y B podrá o no tener dicho carácter, en función de las características de cada formación”.
- En el artículo 67 se define la Formación Profesional intensiva como aquella que se realiza alternando la formación en el centro de formación profesional o en la empresa u organismo equiparado con la actividad productiva, y retribuida en el marco de un contrato de formación.
  - Las ofertas de formación profesional se entenderán hechas en régimen intensivo, siempre con carácter dual, cuando en ellas concurran, las siguientes características:
    - a) Duración de la formación en la empresa u organismo equiparado superior al 35% de la duración total de la formación.
    - b) Participación de la empresa u organismo equiparado en más de un 30% de los resultados de aprendizaje o módulos profesionales del currículo.
    - c) Existencia de un contrato de formación con la empresa.
- Con este régimen intensivo, las empresas pueden apoyar nuevos modelos de organización de la FP que se dirijan hacia la búsqueda de la excelencia en su relación con los centros de FP y promuevan su Responsabilidad Social Corporativa.
- La implantación de la oferta de las enseñanzas de FP depende, como en toda la oferta educativa, de cada Comunidad Autónoma.
- También la Unión Europea tiene un proyecto de mejora continua de este sistema educativo en el espacio europeo

### Guatemala
- Universidad Rafael Landívar, Campus Central Ciudad de Guatemala
- Universidad Galileo, Campus Central Ciudad de Guatemala